# Калифорнийска дървесна жаба
Pseudacris cadaverina е вид земноводно от семейство Дървесници (Hylidae).

## Разпространение
Видът е разпространен в Мексико и САЩ.